# Mustafa Mulalić
Mustafa Mulalić (Livno, 1898. - Sarajevo, 1983.), političar iz Bosne, jedan od vođa i ideologa četničkog pokreta.

## Životopis
Rođen je u Livnu 1898. godine. Bio je narodni poslanik Jugoslovenske narodne stranke za vrijeme Kraljevine Jugoslavije. Prije rata bio je službenik u beogradskom listu “Sokolski glasnik”.
Bio je potpredsjednik četničkog Centralnog nacionalnog komiteta, tj. zamjenik Draže Mihailovića. Bio je i potpredsjednik Ravnogorskog svetosavskog kongresa u selu Ba, održanom 28. siječnja 1944. godine, a koji je trebao biti pandan komunističkom zasjedanju AVNOJ-a u Jajcu.
Liječnik iz Konjica dr Ismet Popovac, zatim sudac iz Mostara Mustafa Pašić, te Mustafa Mulalić iz Livna, bili su glavni ideolozi i propagatori četničkog pokreta Draže Mihailovića među muslimanima Hercegovine i Mostara te su još rane 1942. godine radili na osnivanju muslimanskih četničkih odreda.
Svojim djelovanjem u četničkom pokretu pokušao je pridobiti Muslimane za borbu protiv komunizma, promičući velikosrpsku ideju monarhističke Jugoslavije. Prema Mustafi Mulaliću, „jedino rješenje za Muslimane je njihovo priključenje srpskoj federaciji“. Mustafa Mulalić je ostao do kraja na četničkoj strani, iako su mnogi četnici već bili svjesni da je njihov pokret u raspadanju. Mulalić je krajem siječnja 1945. godine dao u „ime Muslimana Bosne i Hercegovine“ deklaraciju da se „Muslimani žele opredijeliti za Federativnu Jugoslaviju na čijem čelu će biti Petar II. Karađorđević“.
Nakon sloma Nedićeve marionetske Srbije i kolaboracionističkog četničkog pokreta Mustafa Mulalić je došao u Beograd i predao se vlastima Demokratske Federativne Jugoslavije. Osuđen je kao četnički ideolog na šest godina robije koje je odležao u beogradskom zatvoru Glavnjači.
Poslije rata radio je kao trgovac u jednom sarajevskom poduzeću. Nije se više nikad politički izjašnjavao. Bio je aktivan član pokopnog društva “Bakije.” Napisao je nekoliko romana, ali oni nikad nisu tiskani, već se nalaze u Gazi Husrev-begovoj knjižnici. Sprovod mu je bio 26. prosinca 1983. godine ispred Begove džamije u Sarajevu.
Poslije Drugoga svjetskog rata, aktivno je sakupljao narodne pjesme, koje nikad nije publicirao, a njegova rukopisna zaostavština sačinjena od 10 tomova, tipkanih na pisaćoj mašini pod nazivom "Jugoslovenska mekamska muzika", čuva se u Historijskom arhivu u Sarajevu. Historijski arhiv u Sarajevu je 2013. godine objavio dio njegove rukopisne zaostavštine pod nazivom "Nove kajde za stare sevdalinke" (priredio: Sejdalija Gušić), u kojoj se nalazi notni zapisi i tekstovi sevdalinki. Također je značajan njegov rukopis "Kratka monografija narodnog instrumenta koji je bačen u zaborav", posvećen sazu, koji se također čuva u Historijskom arhivu u Sarajevu. Taj članak je objavljen u knjizi "Saz u Bosni", čiji je autor Šukrija Trako (Institut sevdaha, 2003).